# Guadalupe Nettel
Gaudalupe Nettel (Città del Messico, 27 maggio 1973) è una scrittrice messicana.

## Biografia
Nata a Città del Messico nel 1973, vive e lavora come traduttrice e insegnante a Barcellona.
Laureata in Lingua e Letteratura spagnola all'Università nazionale autonoma del Messico e in Scienze del Linguaggio all'École des hautes études en sciences sociales di Parigi, è autrice di quattro raccolte di racconti, tre romanzi e due saggi di critica letteraria.
Inclusa nel progetto “Bogotá 39” che raccoglie i 39 scrittori più promettenti under 40 dell'America Latina, nel 2013 ha vinto il Premio di Narrativa Breve Ribera del Duero con la raccolta di racconti Bestiario sentimentale e nel 2014 il prestigioso Premio Herralde con il romanzo Quando finisce l'inverno.

## Opere

### Racconti
- (ES) Juegos de artificios, 1993.
- (ES) Les jours fossiles, 2003.
- Guadalupe Nettel, Petali e altri racconti scomodi [Pétalos y otras historias incómodas], collana Liberamente, traduzione di Federica Niola, Roma, La Nuova Frontiera, 2019  [2008], ISBN 978-88-8373-351-2.
- Guadalupe Nettel, Bestiario sentimentale. Racconti [El matrimonio de los peces rojos], collana Liberamente, traduzione di Federica Niola, Roma, La Nuova Frontiera, 2018 (2ª ed.)  [2013], ISBN 978-88-8373-330-7.

### Narrativa
- (ES) El huésped, 2006.
- Guadalupe Nettel, Il corpo in cui sono nata [El cuerpo en que nací], collana I coralli, traduzione di Federica Niola, Torino, Einaudi, 2014  [2011], ISBN 978-88-06-21470-8.
  -  Guadalupe Nettel, Il corpo in cui sono nata [El cuerpo en que nací], collana Liberamente, traduzione di Federica Niola, Roma, La Nuova Frontiera, 2022  [2011], ISBN 978-88-8373-413-7.
- Guadalupe Nettel, Quando finisce l'inverno [Después del invierno], traduzione di Federica Niola, Milano, Mondolibri, 2016  [2014].
  -  Guadalupe Nettel, Quando finisce l'inverno [Después del invierno], traduzione di Federica Niola, Torino, Einaudi, 2016  [2014], ISBN 978-88-06-22674-9.
- Guadalupe Nettel, La figlia unica [La hija unica], collana Liberamente, traduzione di Federica Niola, Roma, La Nuova Frontiera, 2020  [2020], ISBN 978-88-8373-383-3.
- Guadalupe Nettel, El otro lado del muelle, Bajo la soledad del neón: Antología de cuento contemporáneo de América Latina, (41-51). (Colección Última Erranza). Ecuador: Pontificia Universidad Católica del Ecuador, 2021. ISBN 978-9978-77-539-4.

### Saggistica
- (ES) Para entender a Julio Cortázar, 2008.
- (ES) Octavio Paz. Las palabras en libertad, 2014.